# Петрово (громада)
Петрово (серб. Општина Петрово) — боснійська громада, розташована в регіоні Добой Республіки Сербської. Адміністративним центром є місто Петрово.